# ریکاردو ارنستو گومز
ریکاردو ارنستو گومز (انگلیسی: Ricardo Ernesto Gómez؛ زادهٔ ۲۳ اکتبر ۱۹۸۱) بازیکن فوتبال اهل آرژانتین است.
از باشگاه‌هایی که در آن بازی کرده‌است می‌توان به باشگاه فوتبال روساریو سنترال اشاره کرد.